# Football Club International Turku
Il Football Club International Turku, noto anche come Inter Turku, è una società calcistica finlandese con sede nella città di Turku. Fondata nel 1990, la formazione gioca nella prima divisione finlandese, la Veikkausliiga, dal 1999. Ha una "squadra B", il Sinimustat, che attualmente milita nella Kakkonen, il terzo livello del campionato finlandese di calcio. Gestisce inoltre 14 squadre giovanili ed un'accademia, in associazione con la città di Turku. Il derby locale è giocato contro il Turun Palloseura, società anch'essa di Turku, con cui l'Inter condivide il Veritas-stadion.

## Storia
Il Football Club International Turku venne fondato nel 1990 da Stefan Håkans, l'Amministratore delegato della compagnia di rimorchi marini Alfons Håkans. Il nome e i colori sociali prendono spunto dalla mancata impresa della futura rivale cittadina, il TPS, che andando a vincere a San Siro contro l'Inter 0-1 nella Coppa UEFA 1987-1988, perse poi in casa nel ritorno per 0-2, venendo eliminata dalla competizione dopo aver sfiorato un passaggio storico. Per questo il club scelse i colori nerazzurri dell'Inter. Il club iniziò come squadra giovanile, ma nel 1992 venne fondata una squadra "Senior" che entrò nella Kolmonen, il quarto livello del campionato finlandese di calcio. L'anno seguente, prese il posto del club locale Turun Toverit, afflitto da problemi finanziari, nella Kakkonen, la terza serie. Il manager Timo Sinkkonen investì in nuovi giocatori ed il club terminò il campionato al primo posto, venendo promosso in Ykkönen.
Nel 1995 terminò al primo posto in Ykkönen, venendo promosso per la prima volta in Veikkausliiga, e raggiunse la semifinale della Coppa di Finlandia. La squadra venne rafforzata con nuovi giocatori e nel 1996 entrambe le squadre di Turku, si trovarono a disputare la Veikkausliiga. Nel derby con il TPS il precedente record di spettatori viene superato, con un totale di 8200 spettatori. Nel 1997, l'Inter retrocedette terminando all'ultimo posto della Veikkausliiga, ma riconquistò la promozione la stagione successiva. Nuovi giocatori stranieri vennero acquistati per rinforzare la squadra, come Richard Teberio e Fernando Della Sala, e nelle successive sette stagioni il club terminò sempre tra il settimo ed il quarto posto in campionato e mantenne un buon afflusso di giocatori stranieri ma anche di giovani dall'accademia giovanile. Durante la stagione 2006 venne licenziato il manager Kari Virtanen ed assunto l'olandese René van Eck. Al termine del campionato van Eck tornò in Svizzera ad allenare il Wohlen ed un altro allenatore olandese, Job Dragtsma, prese il suo posto.
Nel 2008 si mantenne in testa al campionato sin dalle prime giornate e conquistò il suo primo titolo nazionale finlandese, battendo lo Jaro all'ultima giornata e distanziando l'Honka, che l'aveva raggiunto a due gare dal termine. Nel 2008 vinse anche il primo trofeo della propria storia, la Coppa di Lega finlandese, battendo in finale il TPS. L'anno seguente conquistò anche la sua prima Suomen Cup, battendo in finale per 2-1 il Tampere United. Tornò in finale di Suomen Cup altre due volte, nel 2014 e nel 2015, senza però riuscire a vincere nuovamente il trofeo. L’attesa è breve ed il club trionfa nuovamente in Suomen Cup 2017-2018, la seconda della propria storia.
Partecipa alla UEFA Conference League 2022-2023 in cui perde al primo turno contro il Drita; dopo aver vinto l'andata in casa 1-0 perde al ritorno 0-3 ed è così la prima squadra eliminata dalle competizioni europee nella stagione 2022-2023.

## Allenatori
- 1992  Anders Romberg
- 1993-1994  Timo Sinkkonen
- 1995-1997  Hannu Paatelo
- 1997-1998  Tomi Jalo
- 1998  Steven Polack
- 1999-2000  Timo Askolin
- 2001-2002  Pertti Lundell
- 2003-2006  Kari Virtanen
- 2006  Renè van Eck
- 2007-2016  Job Dragtsma
- 2016  Jami Wallenius
- 2016-2017  Shefki Kuqi
- 2017-2018  Fabrizio Piccareta
- 2018  John Allen
- 2019-  José Riveiro

## Palmarès

### Competizioni nazionali
- Veikkausliiga: 1

2008
- Liigacup: 3

2008, 2024, 2025
- Suomen Cup: 2

2009, 2017-2018
- Ykkönen: 1

1995

### Altri piazzamenti
- Suomen Cup:

Finalista: 2022, 2024
Semifinalista: 2021
- Liigacup:

Finalista: 2022
Semifinalista: 2023

## Statistiche

### Risultati nelle coppe europee
| Stagione  | Competizione          | Turno         | Nazione                | Club             | Punteggio | Totale |
| --------- | --------------------- | ------------- | ---------------------- | ---------------- | --------- | ------ |
| 2005      | Coppa Intertoto       | Primo turno   | Islanda (bandiera)     | ÍA Akraness      | 0-0, 4-0  | 4-0    |
| 2005      | Coppa Intertoto       | Secondo turno | Croazia (bandiera)     | Varteks Varaždin | 2-2, 3-4  | 5-6    |
| 2009-2010 | UEFA Champions League | Secondo turno | Moldavia (bandiera)    | Sheriff Tiraspol | 0-1, 0-1  | 0-2    |
| 2010-2011 | UEFA Europa League    | Terzo turno   | Belgio (bandiera)      | Genk             | 1-5, 2-3  | 3-8    |
| 2012-2013 | UEFA Europa League    | Secondo turno | Paesi Bassi (bandiera) | Twente           | 1-1, 0-5  | 1-6    |
| 2013-2014 | UEFA Europa League    | Primo turno   | Fær Øer (bandiera)     | Víkingur Gøta    | 0-1, 1-1  | 1-2    |

### Record di squadra
- Miglior posizione in campionato: 1° (2008)

### Record di giocatori
- Miglior marcatore: Tero Forss, 74 reti (1993-2001)
- Giocatore con il maggior numero di presenze: Petri Lehtonen, 227 partite (1993-2002)

## Organico

### Rosa 2019
Rosa e numeri come da sito ufficiale, aggiornata al 21 aprile 2019.
| N. |                        | Ruolo | Calciatore               |
| -- | ---------------------- | ----- | ------------------------ |
| 2  | Argentina (bandiera)   | D     | Luciano Balbi            |
| 3  | Finlandia (bandiera)   | D     | Juuso Hämäläinen         |
| 4  | Finlandia (bandiera)   | D     | Miro Tenho               |
| 5  | Paesi Bassi (bandiera) | D     | Daan Klinkenberg         |
| 6  | Camerun (bandiera)     | D     | Daniel Kamy              |
| 8  | Spagna (bandiera)      | C     | Álvaro Muñiz             |
| 10 | Slovenia (bandiera)    | A     | Filip Valenčič           |
| 11 | Albania (bandiera)     | A     | Albion Ademi             |
| 12 | Finlandia (bandiera)   | P     | Henrik Moisander         |
| 13 | Finlandia (bandiera)   | P     | Aati Marttinen           |
| 14 | Finlandia (bandiera)   | C     | Elias Mastokangas        |
| 15 | Finlandia (bandiera)   | A     | Timo Furuholm (capitano) |

| N. |                      | Ruolo | Calciatore       |
| -- | -------------------- | ----- | ---------------- |
| 16 | Finlandia (bandiera) | D     | Niko Markkula    |
| 17 | Finlandia (bandiera) | A     | Mika Ojala       |
| 18 | Finlandia (bandiera) | A     | Lassi Viholainen |
| 19 | Finlandia (bandiera) | C     | Aleksi Paananen  |
| 20 | Canada (bandiera)    | A     | Hanson Boakai    |
| 21 | Finlandia (bandiera) | C     | Niilo Mäenpää    |
| 22 | Finlandia (bandiera) | D     | Arttu Hoskonen   |
| 23 | Finlandia (bandiera) | C     | Matias Lahti     |
| 24 | Finlandia (bandiera) | A     | Joona Järvistö   |
| 25 | Finlandia (bandiera) | C     | Mikko Kuningas   |
| 26 | Finlandia (bandiera) | A     | Eero Tamminen    |
| 28 | Finlandia (bandiera) | C     | Mikke Louhela    |